# Philautus bunitus
Philautus bunitus är en groddjursart som beskrevs av Inger, Stuebing och Tan 1995. Philautus bunitus ingår i släktet Philautus och familjen trädgrodor. IUCN kategoriserar arten globalt som sårbar. Inga underarter finns listade i Catalogue of Life.